# Alexis Vastine
Alexis Vastine (17 tháng 11 năm 1986 - 9 tháng 3 năm 2015) là một võ sĩ quyền Anh người Pháp đã giành được một huy chương đồng tại Thế vận hội mùa hè 2008 hạng dưới bán trung. Anh cũng thi đấu tại Thế vận hội mùa Hè 2012, nơi anh đã bị loại ở tứ kết trong một quyết định gây tranh cãi. Anh thiệt mạng trong vụ tai nạn máy bay trực thăng Villa Castelli khi đang tham gia chương trình truyền hình thực tế Dropped cho kênh TF1.